# Ліпсінк Батл
«Ліпсінк Батл» (англ. Lip Sync Battle) — американське телевізійне шоу зіркових пародій, прем'єра якого відбулася 2 квітня 2015 року на каналі Spike, пізніше відомому як Paramount Network.
Головним завданням зірок є максимально переконливо відтворити пісню, копіюючи міміку, зовнішній вигляд, манеру триматися на сцені оригінального виконавця хіта.

## Міжнародні версії
Програма Lip Sync Battle поширилася з міжнародними адаптаціями, серед яких Канада, Чилі, Китай, Індонезія, Ліван, Мексика, Філіппіни, Польща, ПАР, Велика Британія, Таїланд, В'єтнам та інші.

### Українська версія
Прем'єра української версії шоу відбулася 6 березня 2021 року на телеканалі 1+1. Ведучими стали Тіна Кароль і Потап. На одній сцені зберуться 14 найвідоміших співаків, акторів, телеведучих, які влаштують справжній перформанс пародій.
Другий сезон планувався вийти в етер навесні 2022 року. Ведучою мала стати Леся Нікітюк, а учасники мали співати сім'ями. Однак, через повномасштабне російське вторгнення в Україну, показ скасували.

#### Перший сезон
| Ведучі |                    |
| ------ | ------------------ |
| Ведучі | Тіна Кароль, Потап |

| Зірки             | Рід занять                 | Статус        |
| ----------------- | -------------------------- | ------------- |
| Ганна Різатдінова | гімнастка                  | Переможець    |
| Олександр Еллерт  | актор                      | Суперфіналіст |
| Юрій Ткач         | актор                      | Суперфіналіст |
| Марія Єфросініна  | телеведуча                 | Фіналіст      |
| Іраклі Макацарія  | кінопродюсер               | Фіналіст      |
| Леся Нікітюк      | телеведуча                 | Фіналіст      |
| Олександр Стоянов | артист балету              | Фіналіст      |
| Олена Кравець     | актриса                    | Програла      |
| Євген Кот         | учасник «Танців з зірками» | Програв       |
| Павло Зібров      | співак                     | Програв       |
| Катерина Кухар    | балерина                   | Програла      |
| Ксенія Мішина     | акторка                    | Програла      |
| Ігор Ласточкін    | комік                      | Програв       |
| Даніель Салем     | актор                      | Програв       |

### Випуск 1
| Ксенія Мішина     | Олег Винник - "Вовчиця"                 | Програла          |  |  |  |
| Олександр Еллерт  | Брітні Спірс - "Toxic"                  | Став фіналістом   |  |  |  |
|                   |                                         |                   |  |  |  |
| Маша Єфросініна   | Макс Барських - "Неземная"              | Стала фіналісткою |  |  |  |
| Олена Кравець     | Тіна Тернер - "The Best"                | Програла          |  |  |  |
|                   |                                         |                   |  |  |  |
| Юрій Ткач         | Psy - "GANGNAM STYLE"                   | Став фіналістом   |  |  |  |
| Ігор Ласточкін    | Руслана - "Дикі танці"                  | Програв           |  |  |  |
|                   |                                         |                   |  |  |  |
| Даніель Салем     | Eminem - "The Real Slim Shady"          | Програв           |  |  |  |
| Іраклі Макацарія  | Джастін Тімберлейк - "Sexyback"         | Став фіналістом   |  |  |  |
|                   |                                         |                   |  |  |  |
| Катерина Кухар    | Майкл Джексон - "Thriller"              | Програла          |  |  |  |
| Олександр Стоянов | Ріанна - "Umbrella"                     | Став фіналістом   |  |  |  |
|                   |                                         |                   |  |  |  |
| Леся Нікітюк      | Адель - "Hello"                         | Стала фіналісткою |  |  |  |
| Павло Зібров      | Фредді Мерк'юрі - "The show must go on" | Програв           |  |  |  |
|                   |                                         |                   |  |  |  |
| Ганна Різатдінова | Оля Полякова - "Королева ночи"          | Стала фіналісткою |  |  |  |
| Женя Кот          | NK - "Попа как у Ким"                   | Програв           |  |  |  |

### Випуск 2: Фінал
| Юрій Ткач                                   | Тіна Кароль - "Попурі"                   | Пройшов в заключний етап |               |            |  |
| Олександр Стоянов                           | Монатік - "Каждый раз"                   | Фіналіст                 |               |            |  |
| Марія Єфросініна                            | NETTA - "TOY"                            | Фіналістка               |               |            |  |
| Леся Нікітюк                                | Lady Gaga - "Poker Face"                 | Фіналістка               |               |            |  |
| Іраклі Макацарія                            | Адріано Челентано - "Susanne/Amore No"   | Фіналіст                 |               |            |  |
| Олександр Елерт                             | Рікі Мартін - "Livin' la vida loca"      | Пройшов в заключний етап |               |            |  |
| Ганна Різатдінова                           | Образ з мюзиклу "Chicago"                | Пройшла в заключний етап |               |            |  |
|                                             |                                          |                          |               |            |  |
| Юрій Ткач Олександр Елерт Ганна Різатдінова | Фредді Мерк'юрі - "I want to break free" | Суперфіналіст            | Суперфіналіст | Переможець |  |